# شارلي كريست

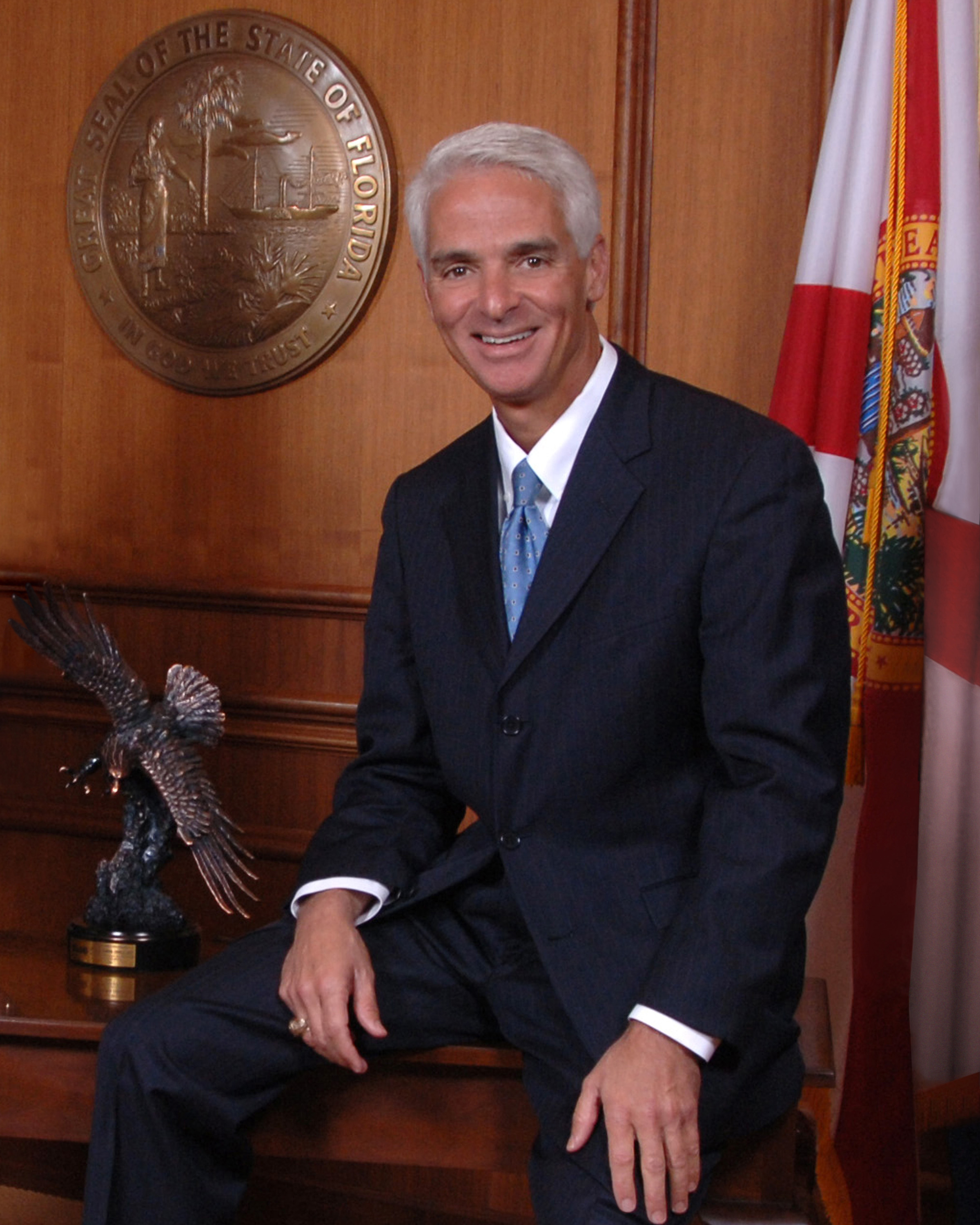
شارلي كريست

شارلي كريست  (بالإنجليزية: Charlie Crist) (ولد في 24 تموز 1956) هو سياسي أمريكي، وحاكم ولاية فلوريدا الأمريكية منذ سنة 2007. ينتمي إلى الحزب الجمهوري.